# Сијер/Зидерс
Сијер/Зидерс (фр. Sierre, итал. Sierre) је град у јужној Швајцарској. Сијер/Зидерс је трећи по величини град кантона Вале.
Сијер/Зидерс је данас познат као један од неколико насеља у Швајцарској са мешаним француском-немачким становништвом.

## Природне одлике
Сијер/Зидерс се налази у јужном делу Швајцарске. Од најближег већег града, Лозане, град је удаљен 110 км југоисточно, а од главног града, Берна град је удаљен 170 км јужно.
Рељеф: Сијер/Зидерс је смештен у долини горње Роне, на приближно 530 метара надморске висине. Долина је укљештена венцима Алпа са јужне и северне стране; северно се пружају Бернски Алпи, а јужно Пенински Алпи.
Клима: Клима у Сијеру/Зидерсу је оштрија варијанта умерено континенталне климе због знатне надморске висине и алпског окружења.
Воде: Сијер/Зидерс је смештен на реци Рони у горњем делу њеног тока. Град је прво веће насеље на овој познатој европској реци. Река град дели на већи, северни и мањи, јужни део.

## Историја
Подручје Сијера/Зидерса је било насељено још у време праисторије и Старог Рима, али није имало велики значај.
Насеље под називом Сидријум (Sidrium) први пут јавља 800. године, а у наредним вековима град јача и постаје привредно средиште горње Роне. Насеље добија градске црте на прелому 14. у 15. век.
Током следећих векова град се слабо развијао, одржавајући улогу обласног трговишта. Сијер/Зидерс почиње привредно јачати тек у 20. веку. Ово благостање се задржало до дан-данас.

## Становништво
2010. године Сијер/Зидерс је имао око 15.500 становника, од чега 27,0% чине страни држављани.
Језик: Сијер/Зидерс је данас познат као град у Швајцарској са мешовитим (француско-немачким) становништвом, па је званично град двојезични. Швајцарски Французи чине већину градског становништва и француски језик преовлађује у граду (74,8%). Удео швајцарских Немаца није занемарљив, они чине значајан део становништва града и немачки језик је такође чест у матерњој употреби (12,6%). Села западно од града су са француским становништвом, а источно положена села су немачким становништвом. Међутим, градско становништво је током протеклих неколико деценија постало веома шаролико, па се на улицама града чују бројни други језици. Тако се данас ту могу чути и други језици, а посебно италијански језик (5,3%).
Вероисповест: Месно становништво је од давнина било римокатоличко. Међутим, последњих деценија у граду се знатно повећао удео других вера. И данас су грађани већином римокатолици (77,8%), али ту живе и мањински протестанти (5,0%), атеисти (4,4%), муслимани (3,0%) и православци (2,5%).

## Привреда
Привреда града је махом везана за индустрију алуминијума и енергетику. Северно од Сијера/Зидерса се познато познато алпско туристичко одредиште Кранс-Монтана.

## Збирка слика
- Римокатоличка Црква св. Катарине
- Главна градска улица
- Жерондско језеро у средишту града
- Градска кућа